# Staż podyplomowy lekarza i lekarza dentysty
Staż podyplomowy lekarza i lekarza dentysty – rodzaj stażu zawodowego w Polsce, odbywanego przez lekarzy i lekarzy dentystów po uzyskaniu dyplomu ukończenia studiów na kierunku lekarskim / lekarsko-dentystycznym.
Odbycie stażu podyplomowego oraz pozytywne zdanie Lekarskiego Egzaminu Końcowego są warunkami koniecznymi w celu uzyskania pełnego prawa wykonywania zawodu lekarza lub lekarza dentysty. 

## Staż podyplomowy lekarza

### Staż w nowej formule[1]
Staż lekarza trwa 13 miesięcy i obejmuje pogłębienie wiedzy teoretycznej oraz praktycznej nauki udzielania świadczeń zdrowotnych w dziedzinach: 
- chorób wewnętrznych (11 tygodni) (w tym krwiodawstwa i krwiolecznictwa (1 tydzień))
- pediatrii (8 tygodni) (w tym neonatologii (2 tygodnie))
- chirurgii ogólnej (8 tygodni) (w tym chirurgii urazowej (2 tygodnie))
- intensywnej terapii (2 tygodnie)
- medycyny ratunkowej (3 tygodnie)
- medycyny rodzinnej (6 tygodni)
- staż personalizowany (10 tygodni)[a]
- szkolenia w zakresie:

1. orzecznictwa lekarskiego (3 dni)
2. bioetyki (3 dni)
3. prawa medycznego (4 dni)
4. zdrowia publicznego (3 dni)
5. profilaktyki dotyczącej szczepień ochronnych (1 dzień)
6. komunikacji z pacjentem i zespołem  terapeutycznym oraz przeciwdziałania wypaleniu zawodowemu (3 dni)
7. profilaktyki onkologicznej (1 dzień)
8. leczenia bólu (2 dni).

Staż lekarza w ramach stażu cząstkowego w dziedzinie chorób wewnętrznych obejmuje również szkolenie z zakresu profilaktyki zakażeń HIV, diagnostyki i leczenia AIDS.
Staż rozpoczyna się corocznie w dniach 1 października albo 1 marca.

### Staż w starej formule
Staż lekarza trwa 13 miesięcy i obejmuje pogłębienie wiedzy teoretycznej oraz praktycznej nauki udzielania świadczeń zdrowotnych w dziedzinach: 
- chorób wewnętrznych (11 tygodni)
- pediatrii (w tym  neonatologii) (8 tygodni)
- chirurgii ogólnej (w tym  chirurgii urazowej) (8 tygodni)
- położnictwa i  ginekologii (7 tygodni)
- psychiatrii (4 tygodnie)
- anestezjologii i  intensywnej terapii (3 tygodnie)
- medycyny ratunkowej (3 tygodnie)
- medycyny rodzinnej (6 tygodni)
- szkolenia w zakresie:

1. orzecznictwa lekarskiego (3 dni)
2. bioetyki (3 dni)
3. prawa medycznego (4 dni)

Staż lekarza w ramach stażu cząstkowego w dziedzinie chorób wewnętrznych obejmuje również szkolenie z zakresu transfuzjologii klinicznej oraz z zakresu profilaktyki zakażeń HIV, diagnostyki i leczenia AIDS.
Staż rozpoczyna się corocznie w dniach 1 października albo 1 marca.

## Staż podyplomowy lekarza dentysty
Staż lekarza trwa 12 miesięcy i obejmuje pogłębienie wiedzy teoretycznej oraz praktycznej nauki udzielania świadczeń zdrowotnych w dziedzinach: 
- stomatologii zachowawczej (10 tygodni)
- stomatologii dziecięcej (10 tygodni)
- periodontologii i chorób błony śluzowej (4 tygodnie)
- ortodoncji (4 tygodnie)
- chirurgii stomatologicznej (8 tygodni)
- protetyki stomatologicznej (8 tygodni)
- medycyny ratunkowej (2 tygodnie)
- szkolenie w zakresie

1. orzecznictwa lekarskiego (3 dni)
2. prawa medycznego i bioetyki (3 dni)
3. leczenia bólu (1 dzień)
4. zdrowia publicznego (2 dni)
5. profilaktyki dotyczącej szczepień ochronnych (1 dzień)
6. komunikacji z pacjentem i zespołem terapeutycznym (2 dni)

Staż lekarza dentysty w ramach stażu w dziedzinie stomatologii obejmuje również szkolenie z zakresu profilaktyki zakażeń HIV, diagnostyki i leczenia AIDS, a w dziedzinie medycyny ratunkowej – kurs z zakresu ratownictwa medycznego.

## Zasady zaliczenia stażu podyplomowego
Staż cząstkowy kończy się złożeniem kolokwium z zakresu wiedzy teoretycznej i umiejętności określonych odpowiednio ramowym programem tego stażu, w terminie przewidzianym w indywidualnym harmonogramie realizacji stażu. Pozytywny wynik kolokwium jest podstawą zaliczenia stażu i dokonania odpowiedniego wpisu w karcie stażu. Stażysta uzyskuje zaliczenie stażu podyplomowego po zrealizowaniu ramowego programu oraz po złożeniu kolokwiów i sprawdzianów oraz ankiety Ocena stażu podyplomowego przez lekarza stażystę. Właściwa okręgowa rada lekarska potwierdza zaliczenie stażu. 

## Dyżury medyczne
Stażysta będący lekarzem, w ramach odbywania stażu, pełni dyżury medyczne, zwane dalej „dyżurami”, zgodnie z ramowym programem i indywidualnym harmonogramem ustalonym przez opiekuna stażu. Stażysta w trakcie stażu pełni dyżur w łącznym wymiarze 40 godzin i 20 minut miesięcznie.